# Себастьян Агреда
Себастьян Агреда (ісп. Sebastián Ágreda; 1795—1875) — болівійський політичний діяч, обіймав посаду президента країни впродовж місяця 1841 року. Окрім цього, він займав численні урядові посади, а також був помітною постаттю у військовій справі.
Уродженець Потосі, Агреда брав участь у битвах під командуванням Антоніо Хосе де Сукре. Згодом Андрес де Санта-Крус призначив його на пост командувача армією, мав славу національного героя. Бувши палким прихильником Великого маршала Санта-Круса, Агреда в червні 1841 року зміг усунути від влади Хосе Мігеля де Веласко, встановивши власне керівництво де-факто, очікуючи на повернення Санта-Круса. Втім, він стикнувся з опозицією з боку частини військовиків, а також деяких членів Конгресу. За місяць він погодився залишити пост президента на користь Куельяра, щоб Сента-Крус міг згодом повернутись до влади.
Помер у віці 80 років у місті Ла-Пас.